# Bestseller (azienda)
Bestseller è una società di abbigliamento danese a conduzione familiare con sede a Brande in Danimarca. La società, che è stata fondata nel 1975 da Troels Holch Povlsen, è di proprietà di Anders Holch Povlsen.
Originariamente l'azienda si concentrava sulla moda femminile. Introdusse abbigliamento per bambini nel 1986 e abbigliamento maschile nel 1988. L'azienda impiega circa 17.000 dipendenti.
Bestseller possiede negozi nella maggior parte dei paesi europei, Medio Oriente, India, Cina, Uruguay e Canada (oltre 45 paesi in totale).  Bestseller possiede in Cina più di 1.200 negozi.
Bestseller, tramite la sua controllata Heartland, è il maggiore azionista al 29,5% della società di e-commerce britannica ASOS.com e detiene il 10% di Zalando. Nel luglio 2018, attraverso la Heartland ha investito 300 milioni di dollari nella startup di moda tedesca About You.
Nel novembre 2012, Bestseller ha acquistato il 10% della società di e-commerce SmartGuy Group, quando essa è stata quotata alla borsa danese Nasdaq OMX.